# Kilian Püttricher
Kilian Püttricher OSB (* im 15. Jahrhundert; † 12. Februar 1535 in Leibnitz) war von 1525 bis 1535 Abt des Stiftes St. Peter in Salzburg.

## Leben und Werk
Angaben über Püttrichers Leben vor dem Eintritt in St. Peter blieben der Forschung bislang verborgen. Am 21. September 1507 legte er die Mönchsgelübde in Salzburg ab und wurde 1511 zum Priester geweiht. Von 1515 bis 1518 war er Subprior und unter zwei Äbten (Simon Garchanetz und Johannes Staupitz) war er 1518 bis 1522 Prior im Konvent von St. Peter. Er war ein Gelehrter und Verwalter zugleich; wegen seiner wirtschaftlichen Kontakte und seines Briefverkehrs mit Theologen hatte er hervorragende Bedeutung über Salzburg hinaus.
Püttricher war als Mönch früh und wiederholt mit Verwaltungspflichten betraut worden. Bereits als Subprior wurde er an die auswärtigen Besitzungen von St. Peter nach Kärnten (Propstei Wieting), Ober- und Niederösterreich (Dornbach und Wiener Neustadt) gesandt. Um für sein Stift das Präzedenzrecht über das Salzburger Domkapitel zu verteidigen bzw. erlangen, wurde er 1519 als Prokurator nach Rom gesandt und blieb in dieser Angelegenheit bis 1521 dort.
Am 4. Jänner 1525 wurde Prior Kilian zum Abt gewählt. Nach zehn Jahren im Amt ertrank Püttricher 1535 bei der Überquerung der Sulm bei Leibnitz. Der Mitbruder, der ihn begleitete und seine Leiche nach Salzburg zurückführte, wurde zu seinem Nachfolger als Abt gewählt, starb aber nach weniger als zwei Wochen im Amt und teilte das Grab Püttrichers in der heutigen Marienkapelle des Stifts.

## Kontakt zu Humanisten
In der Amtskorrespondenz, die im Zusammenhang mit Dornbach entstanden ist, sind freundschaftliche Kontakte zum Humanistenkreis um Kaiser Maximilian I. belegt. Ebenso schrieb der Subprior und späterer Prior Püttricher zahlreiche lateinische Briefe von Salzburg aus; in diesen ist die Rede "von Büchern, von antiken und gelegentlich auch von mittelalterlichen, von humanistischen Buchautoren und von ihren Ausgaben und Übersetzungen (aus dem Griechischen ins Lateinische) [...]." Nach seiner Abtswahl beschränkte sich seine Korrespondenz auf die Verwaltung von St. Peters damals weitläufigem Besitz, doch sind Spuren seiner Humanistenkontakte auch darin zu erkennen.

## Nachlass
Püttrichers Briefe und Briefkonzepte sind in gebundenen Konvoluten des Archivs der Erzabtei erhalten. Ebenso gibt ein reicher Fundus an Verwaltungsschriftgut Auskunft über sein Wirken, wenn auch für seine Regierungszeit keine Klosterchronik vorliegt. Bibliotheksrechnungen zeigen, dass auffallend viele Schriften reformatorischer Gesinnung während Püttrichers Abbatiat gekauft wurden. Wenn auch nicht belegbar ist, dass der Abt sie bestellte, so hat er sie zumindest nicht verboten.
Eine Edition der Rotel (Todesanzeige) auf Abt Kilian wurde publiziert.